# مقدمه‌ای بر ترمودینامیک مهندسی شیمی
مقدمه‌ای بر ترمودینامیک مهندسی شیمی (به انگلیسی: Introduction to chemical engineering thermodynamics) کتابی در ترمودینامیک است که به طور ویژه برای دانشجویان رشته مهندسی شیمی تألیف گردیده است. این کتاب توسط جوزف اسمیت، هندریک ون نس و مایکل ابوت تألیف گردیده و انتشارات مک گروهیل آمریکا ناشر آن می‌باشد.

## تمایز اصلی ویرایش سوم نسبت به ویرایش‌های بعدی
از نخستین ویرایش تا ویرایش سوم، دو استاد برجسته مهندسی شیمی یعنی جی. ام. اسمیت و اچ. ام. ون‌نس این کتاب را تألیف می‌کرده‌اند. فصل‌های سوم به بعد این کتاب شامل مباحث به نسبت سنگینی از ترمودینامیک مهندسی شیمی می‌شده است که از ویرایش‌های چهارم به بعد از سختی آن‌ها کاسته و مباحثی روان جایگزین آن‌ها می‌شود. ضمناً از ویرایش چهارم به بعد ام. ام ابوت به جمع مؤلفین افزوده می‌شود و در روان‌تر شدن متن قسمت‌های سخت این کتاب نقش عمده‌ای ایفا می‌کند.

## ترجمهٔ فارسی
این کتاب به زبانِ فارسی نیز ترجمه شده است. تا پیش از ترجمه این کتاب به قلمِ محمد سلطانیه در سال ۱۳۶۶، عمدتاً آموزش این مباحث از روی نسخه انگلیسی آن یا با ترجمه‌ها و جزوات دانشگاهی استادان این درس نظیر مرتضی سهرابی صورت می‌گرفته است. در سال ۱۳۶۶ محمد سلطانیه ویرایش سوم نسخه انگلیسی کتاب را در دو مجلد تحت عناوین «درآمدی بر ترمودینامیک مهندسی شیمی» و «درآمدی به ترمودینامیک مهندسی شیمی» ترجمه می‌کند. این ترجمه هنوز هم در محافل دانشگاهی به جهت ویژگی‌های خاص ویرایش سوم کتاب مقدمه‌ای بر ترمودینامیک مهندسی شیمی جز کتب کاربردی به‌شمار می‌رود.
سال ۱۳۶۸ مرتضی سهرابی اقدام به ترجمه راهنمای حل مسائل ویرایش سوم کتاب می‌کند و این کتاب ذیل عنوان «آشنایی با ترمودینامیک مهندسی شیمی-مفاهیم کلی و راهنمای حل مسائل» از طریق انتشارات دانشگاه صنعتی امیرکبیر به چاپ می‌رسد. در سال‌های بعدی عمدتاً همین سه جلد به عنوان منبع اصلی به شمار می‌رود تا اینکه در سال ۱۹۸۷ میلادی به موجب انتشار ویرایش چهارم کتاب دکتر منصور کلباسی اقدام به ترجمه کتاب تحت عنوان «ترمودینامیک مهندسی شیمی» در دو جلد می‌کند.
در سال‌های بعد نیز به تبع نشر ویرایش‌های جدیدتر این کتاب توسط انتشارات مک-گروهیل ترجمه‌های جدید نیز روانه بازار می‌شوند که از جمله آن‌ها می‌توان به ترجمه دکتر محمد سلطانیه از روی ویرایش پنجم و ترجمه سعید سلطانی و ساناز پورمند از روی ویرایش هفتم اشاره کرد.